# 阿特劳利
阿特劳利（Atrauli），是印度北方邦Aligarh县的一个城镇。总人口43845（2001年）。

## 人口
该地2001年总人口43845人，其中男性23215人，女性20630人；0—6岁人口7266人，其中男3798人，女3468人；识字率45.50%，其中男性为53.01%，女性为37.04%。